# Fabrizio Fontanive
Fabrizio Fontanive (Agordo, 23 novembre 1977) è un ex hockeista su ghiaccio italiano, di ruolo attaccante.
È alto 177 cm per 79 kg di peso. Ha esordito nella stagione 1994-95 con 22 presenze e 1 gol nell'Hockey Club Alleghe, squadra dove ha sempre giocato fino alla stagione 2011/2012 quando ha accettato di partecipare nel campionato di serie A2 nelle file della neopromossa Pergine Solarplus.